# GI

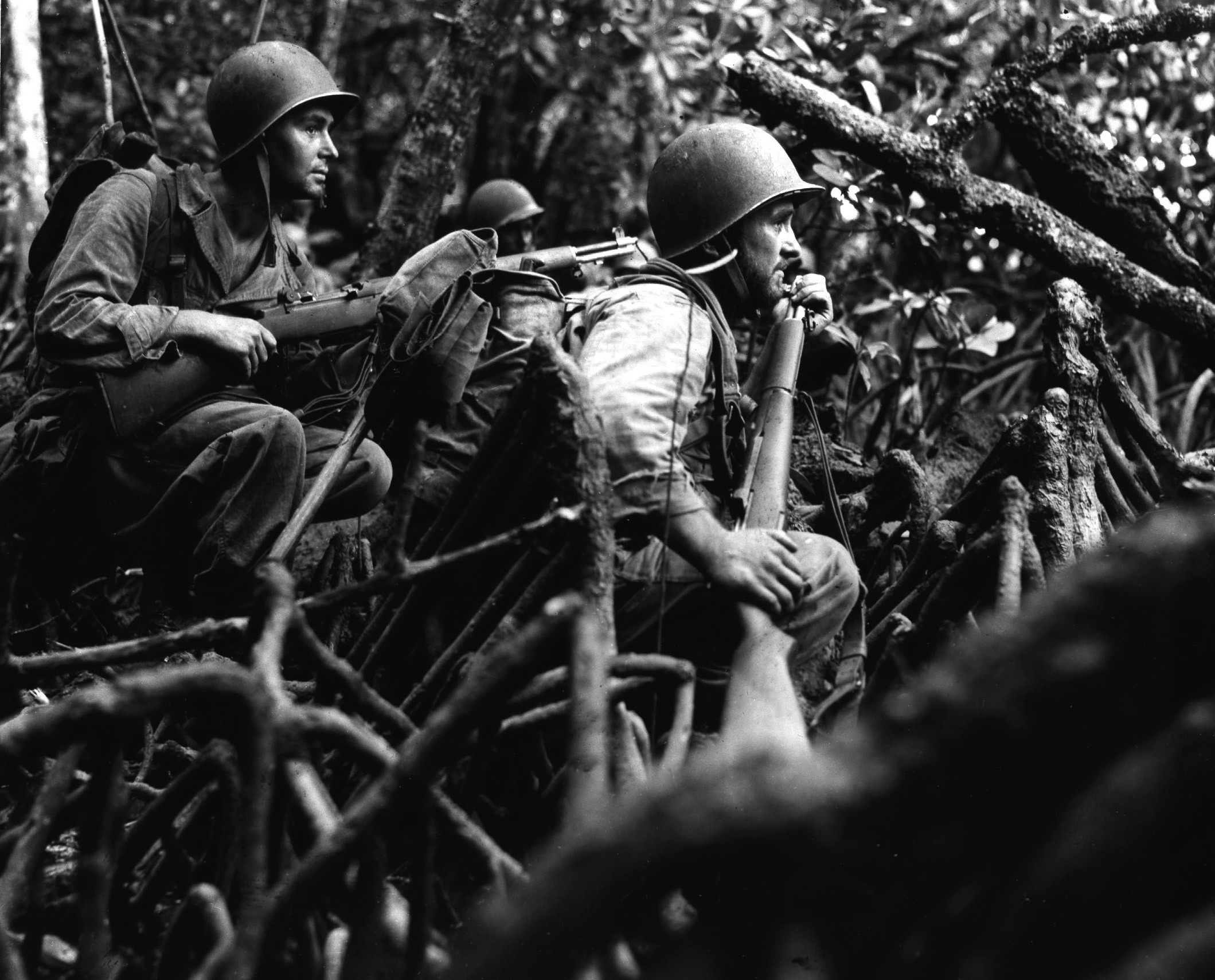
GIs de la 25th Division en la jungla de Vella Lavella durante la Operación Cartwheel (13 de septiembre de 1943).

GI es un término que describe a los miembros de las fuerzas armadas de Estados Unidos, sus elementos o sus equipos. Puede ser usado como sustantivo o como adjetivo. El término se utiliza ahora como una sigla de «Government Issue» (o, a menudo de forma incorrecta, «General Infantry» o «Infantería General»), pero originalmente refería a galvanized iron («hierro galvanizado»). Las letras «G.I.» se usaban para designar a los equipos hechos a partir de hierro galvanizado, tales como botes de basura de metal, en los inventarios del Ejército de EE. UU. y los registros de abastecimiento.
Durante la Primera Guerra Mundial, los soldados de EE. UU. se referían con sorna a los proyectiles alemanes que caían como «GI cans» («latas de GI»). En esa misma época, «G.I.» comenzó a ser interpretado como «Government Issue» (suministro del gobierno) y pasó a ser adjetivo de cualquier cosa que tenga que ver con el Ejército.